# Jewgeni Nepomnjatschschi

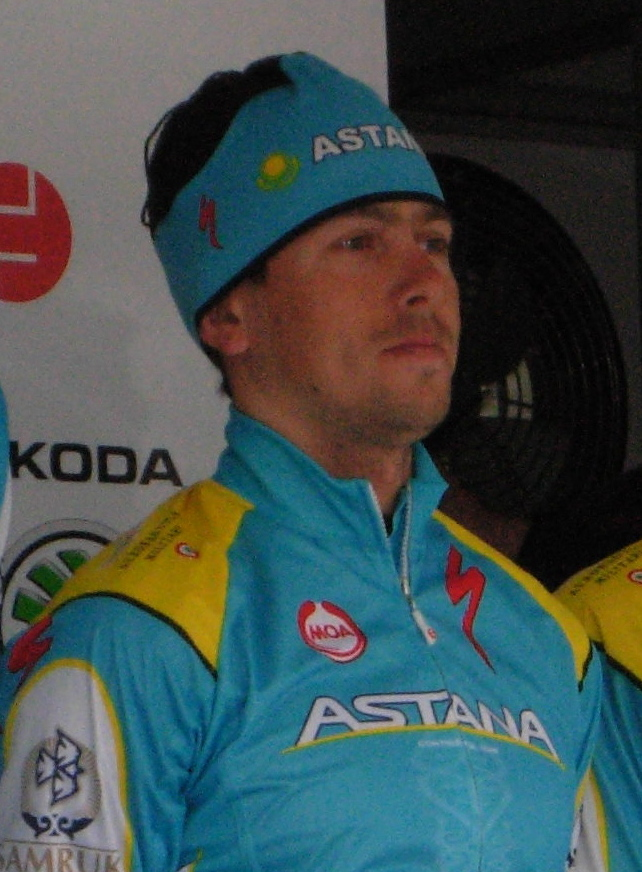
Jewgeni Nepomnjatschschi 2013

Jewgeni Nepomnjatschschi (* 12. März 1987) ist ein ehemaliger kasachischer Radrennfahrer.
Nepomnjatschschi belegte 2009 den 14. Platz in der Gesamtwertung der Tour of Qinghai Lake wurde  Siebter im U23-Straßenrennen der Weltmeisterschaften in Mendrisio.
Von der Saison 2010 bis 2012 stand Nepomnjatschschi beim kasachischen UCI ProTeam Astana unter Vertrag und belegte bei der Coppa Bernocchi 2011 den zehnten Rang. Danach war er bis zum Saisonende 2018 bei kleineren Mannschaften und gewann 2013 eine Etappe der Tour of Qinghai Lake sowie 2018 eine Etappe des Sri Lanka T-Cup.

## Erfolge
2013
- eine Etappe Tour of Qinghai Lake

2018
- eine Etappe Sri Lanka T-Cup

## Teams
- 2010–2012 Astana Pro Team
- 2013 Continental Team Astana
- 2017–2018 Vino-Astana Motors